# Henri-Martin Félix Jenny
 (août 2018).
Si vous disposez d'ouvrages ou d'articles de référence ou si vous connaissez des sites web de qualité traitant du thème abordé ici, merci de compléter l'article en donnant les références utiles à sa vérifiabilité et en les liant à la section « Notes et références ».
Pour les articles homonymes, voir Jenny.
Henri-Martin Félix Jenny, né à Tourcoing le 11 juillet 1904 et mort le 8 mars 1982 à Sin-le-Noble,, est un prélat catholique français, évêque auxiliaire de Cambrai de 1959 à 1965, archevêque-coadjuteur de Cambrai de 1965 à 1966, date à laquelle il succède à Émile Guerry comme  archevêque de Cambrai jusqu'en 1980.

## Éléments biographiques
Henri-Martin Félix Jenny est né à Tourcoing le 11 juillet 1904. Ancien élève du séminaire français de Rome de 1925 à 1929, il est nommé professeur de liturgie et d’écriture sainte au grand séminaire de Cambrai en 1929, chanoine honoraire de Cambrai en 1947, curé-doyen de Saint-Géry à Cambrai en 1949, curé-doyen de Saint-Jacques et archiprêtre de Douai en 1953. 
Il est nommé, le 14 mars 1959, évêque titulaire de Lycaonia (de) et auxiliaire de l’archevêque de Cambrai Émile Guerry, il est consacré évêque par ce dernier le 18 mai 1959. Le 15 mai 1965, Jenny est nommé archevêque titulaire de Saldae (de) et archevêque coadjuteur de Cambrai. À la démission d'Émile Guerry, le 15 février 1966, il prend immédiatement sa succession comme archevêque métropolitain de Cambrai. 
Il démissionne pour raison d’âge, le 24 mars 1980 ; Jacques Delaporte lui succède le 25 avril 1980. 